# Lawn Tennis Association of Australasia
A Lawn Tennis Association of Australasia (LTAA) foi a organização de tênis formada após a fusão da "New Zealand Lawn Tennis Association" (atualmente Tennis New Zealand) e seis associações de tênis estaduais australianas em 1904. A Nova Zelândia se separou da parceria da associação de tênis em 1922 e, portanto, causou a dissolução da LTAA. A LTAA foi o membro fundador da "International Lawn Tennis Federation" (ILTF) (atualmente International Tennis Federation), que foi estabelecida em uma conferência em Paris, França, em 1º de março de 1913.
O principal motivo por trás da fusão das associações de tênis da Nova Zelândia e da Austrália foi desenvolver um torneio internacional de tênis com base no Aberto da França, US Open e Wimbledon, que resultou na formação dos "Australasian Championships" (que se tornaram os "Australian Championships", em 1927, e o Australian Open em 1969). A organização também trabalhou no desenvolvimento do tênis na Austrália e na Nova Zelândia.